# Prašuma Žuča-Ribnica
Prašuma Žuča-Ribnica je strogi prirodni rezervat koji se nalazi 15 kilometara sjeverno od bosanskohercegovačkog grada Kaknja.
U vrijeme kada je ovo područje zaštićeno duž korita rijeke Žuče izgrađena je šumska željeznica, a šuma se uvelike eksploatirala. Stoga je pod zaštitu stavljen izvor Žuče i šumsko područje u krugu 300 metara. U izdvojenom područje dominiraju stabla jele, bukve i smreke, dok se u manjim količinama javljaju gorski javor i bijeli jasen. Pojedina stabla su u vrijeme zaštite dosezala visinu od 55, a širinu od 2 metra.